# Amandine Bourgeois
Amandine Bourgeois (Angoulême, 1979. június 12. –) francia énekesnő, aki a Malmőben tartandó 2013-as Eurovíziós Dalfesztiválon Franciaországot képviselte. Az énekesnőt a francia műsorsugárzó, a France 3 belső kiválasztással jelölte ki 2013. január 22-én. Dala a L’enfer et moi (magyarul: A pokol és én) címet viseli, és 2013. március 13-án mutatták be. 2008-ban a Nouvelle Star című tehetségkutató hatodik szériájának győzteseként vált ismertté a neve.

## Diszkográfia

### Albumok
- 20 m² (megjelent: 2009. május 28.)
- Sans amour mon amour (megjelent: 2012. március 19.)

### Kislemezek
- „L’homme de la situation” (2009)
- „Tant de moi” (2009)
- „Still Loving You” – Scorpions; közreműködő előadó Amandine Bourgeois (2011)
- „Sans amour” (2012)
- „Incognito” – Murray James közreműködésében (2012)
- „L’enfer et moi” (2013)

## Fordítás
- Ez a szócikk részben vagy egészben  az   Amandine Bourgeois című angol Wikipédia-szócikk fordításán alapul.  Az eredeti cikk szerkesztőit annak laptörténete sorolja fel. Ez a jelzés csupán a megfogalmazás eredetét és a szerzői jogokat jelzi, nem szolgál a cikkben szereplő információk forrásmegjelöléseként.